# Phthiria tristis
Phthiria tristis är en tvåvingeart som beskrevs av Jacques-Marie-Frangile Bigot 1892. Phthiria tristis ingår i släktet Phthiria och familjen svävflugor. Inga underarter finns listade i Catalogue of Life.